# Pachliopta polydorus
Pachliopta polydorus is een vlinder uit de familie van de pages (Papilionidae). De wetenschappelijke naam werd gepubliceerd in 1763 door Carl Linnaeus.

## Kenmerken
Deze trage vlinder valt op door zijn rode waarschuwingskleuren van achterlichaam en borststuk. De voorvleugels zijn licht- en donkerbruin en de achtervleugels zijn zwart met rode en bruine vlekken.

## Verspreiding en leefgebied
Deze vlindersoort komt voor van Indonesië, Nieuw-Guinea en de Salomonseilanden tot in Australië langs de randen van het regenwoud.

## Waardplanten
De waardplanten zijn Aristolochia tagala en Aristolochia thozetti.